# ATI Radeon X1000 series
Il R520 è il core grafico principale della famiglia di schede video Radeon X1000, sviluppato da ATI Technologies e prodotto da TSMC con processo produttivo a 90 nm.
Esso è basato su una nuova microarchitettura che sostituisce quella del core grafico R300 ed è il primo prodotto ATI con il supporto allo shader model 3.0. La famiglia Radeon X1000 è stata presentata il 5 ottobre 2005. Il successore della famiglia di GPU R500 è R600. Questa serie di schede grafiche era in competizione con la Nvidia GeForce 7ª serie.

## Caratteristiche
La caratteristica principale della microarchitettura R520 è l'adozione di un "Ultra Threaded Dispatch Processor". Questo ha permesso ad ATI di aumentare l'efficienza del core, con la possibilità di gestire un numero molto elevato di unità di elaborazione. Questo "Dispatch Processor" divide gli shader in thread di 16 pixel e ne distribuisce 128 ad ogni blocco di 4 pixel pipeline. Quando un blocco finisce l'elaborazione perché ha completato un task o perché aspetta altri dati, il "Dispatch Processor" gli assegna un altro task da completare, con il risultato di un utilizzo efficiente delle unità shader, in teoria. Vista la quantità di thread assegnati ad ogni blocco, ATI ha creato un grande registro "general purpose" che è capace di sostenere connessioni ad alta velocità in lettura e scrittura contemporaneamente verso ogni gruppo di shader. Esso fornisce una memoria temporanea affinché le pipeline abbiano a disposizione tutti i dati di cui hanno bisogno.
Il secondo cambiamento maggiore risiede nel controller di memoria, denominato "Ring Bus", questo nuovo sistema evita che si creino colli di bottiglia nella gestione della memoria. Il controller, è posto al centro ma i vari client possono ottenere i dati direttamente senza che questi debbano ritornare al memory controller. Il funzionamento può essere riassunto così: un client richiede al memory controller dei dati presenti nella memoria; quest'ultimo stabilisce quale sia la memoria DRAM che può eseguire questa richiesta, e invia il comando. Il dato richiesto parte dalla memoria DRAM individuata, spostandosi lungo il bus ring sino a giungere al ring stop più vicino al client che ha eseguito quella richiesta. Questo nuovo memory controller è ampio internamente 512 bit ed esternamente 256 bit, come la precedente microarchittetura. Il memory controller opera quindi con la stessa ampiezza di banda di quello previsto per le soluzioni R480, ma ha connessioni dirette con i chip DRAM a 32bit per ciascun chip memoria montato sulla scheda, rispetto ad un approccio con 4 canali a 64bit di ampiezza, che gestiscono ciascuno 2 chip memoria.

## Varianti

### Radeon X1300 - X1550

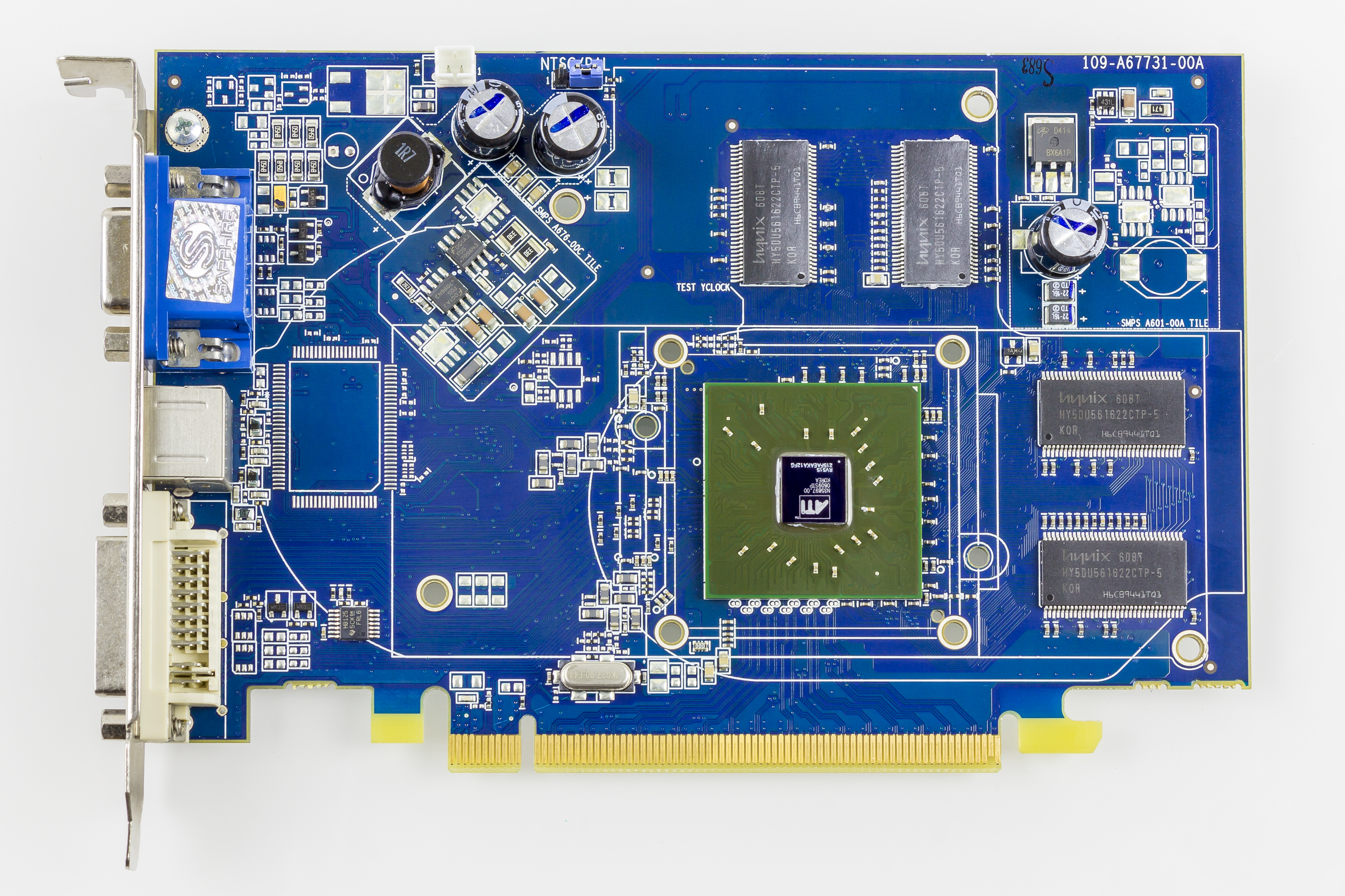
ATI Radeon X1300 (RV515)

Queste schede rappresentano la fascia più economica della serie X1000 e sono basate sul core RV515. Il chip presenta 4 texture units, 4 ROPs, 4 pixel shaders e 2 vertex shaders, similmente alle vecchie Radeon X300 e X600. Queste schede inoltre hanno un basso consumo energetico e le loro dimensioni ridotte le rendono adatte per l'uso nei sistemi compatti.

### Radeon X1600
Questa scheda rappresenta la fascia media della serie X1000 ed è basata sul core RV530. Il chip presenta 4 texture units, 4 ROPs, 12 pixel shaders e 5 vertex shaders, è stata concepita per sostituire la serie X600 e X700.

### Radeon X1650
Questa serie presenta due core differenti l'RV535 e l'RV560. Il primo ha dato vita alla Radeon X1650 Pro, che non è altro che il core RV530 ma con l'uso del processo produttivo a 80 nm, mentre il secondo ha dato vita alla Radeon X1650 XT, il core RV560 è una versione depotenziata del core RV570 che appartiene alla linea X1950 Pro.

### Radeon X1800
Questa scheda rappresenta la fascia alta della serie X1000, basata sul core R520.

### Radeon X1900 - X1950
La serie X1900 è basata sul core R580. Esso costituisce il cuore della Radeon X1900 XT e XTX e a differenza del core R520, che presenta 16 pixel shader, esso ne ha 48, mentre per la serie X1950 abbiamo due core l'R580+ e l'RV570. Il primo appartiene alla X1950 XTX che aggiunge di nuovo il supporto alle memorie GDDR4, mentre il secondo crea le Radeon X1950 Pro e GT che possiedono 36 pixel shader.

## Crossfire

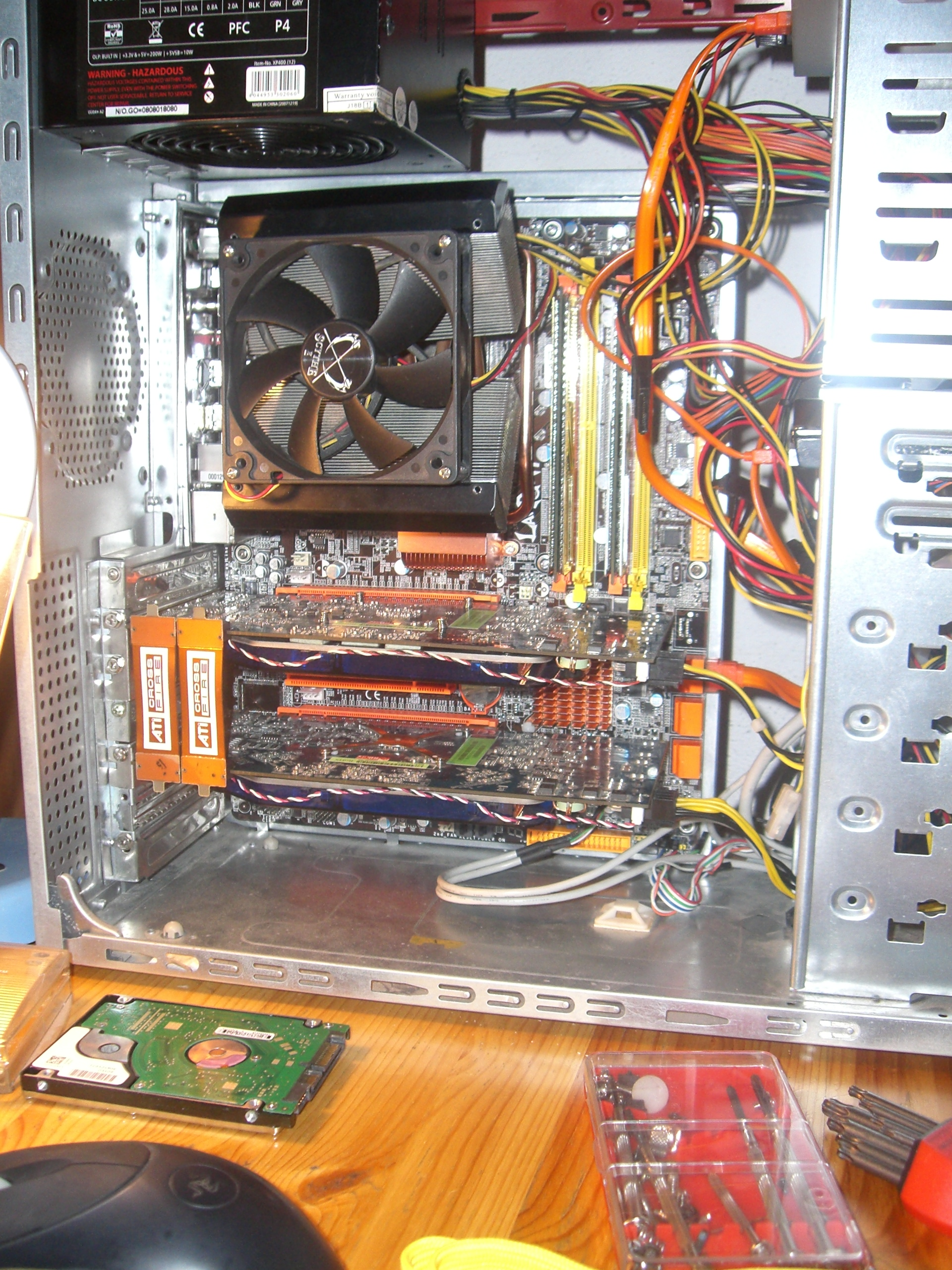
Due X1950GT in Crossfire su piastra madre X48

Le schede di fascia media e alta della serie X1000 supportano la funzione "CrossFire dual VPU", per migliorare le prestazioni rendering con due schede video. Le X1600 fanno uso del cosiddetto "software Crossfire" ovvero la trasmissione e lo scambio dati grazie alla funzione Full Duplex dello Slot PCI-Express. Le schede X1800XT e X1900XTX, X1950XTX necessitano ancora di una scheda slave e una master con interfaccia proprietaria per ricomporre l'immagine. La serie X1950PRO (RV570) prodotta nel tardo 2006 offre per prima la possibilità di collegare le GPU tramite due ponticelli appositi a 12bit, in maniera simile allo SLI di Nvidia.